# Obereopsis indica
Obereopsis indica är en skalbaggsart som beskrevs av Stefan von Breuning 1957. Obereopsis indica ingår i släktet Obereopsis och familjen långhorningar. Inga underarter finns listade i Catalogue of Life.